# Хедерслебен (Гарц)
Хедерслебен (нем. Hedersleben) — община в Германии, в земле Саксония-Анхальт, входит в район Гарц в составе объединения общин Форгарц.
Население составляет 1400 человек (на 31 декабря 2013 года). Занимает площадь 16,47 км².

## История
Первое упоминание о поселении встречается в 978 году в документах Оттона II.
1 января 2010 года, после проведённых реформ, была образована община Форгарц, куда вошли города и коммуны: Вегелебен, Грос-Квенштедт, Дитфурт, Зельке-Ауэ, Харслебен, Хедерслебен, Шванебек.

## Галерея

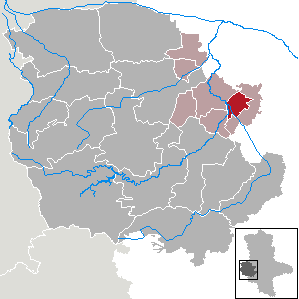
Хедерслебен на карте общины и района
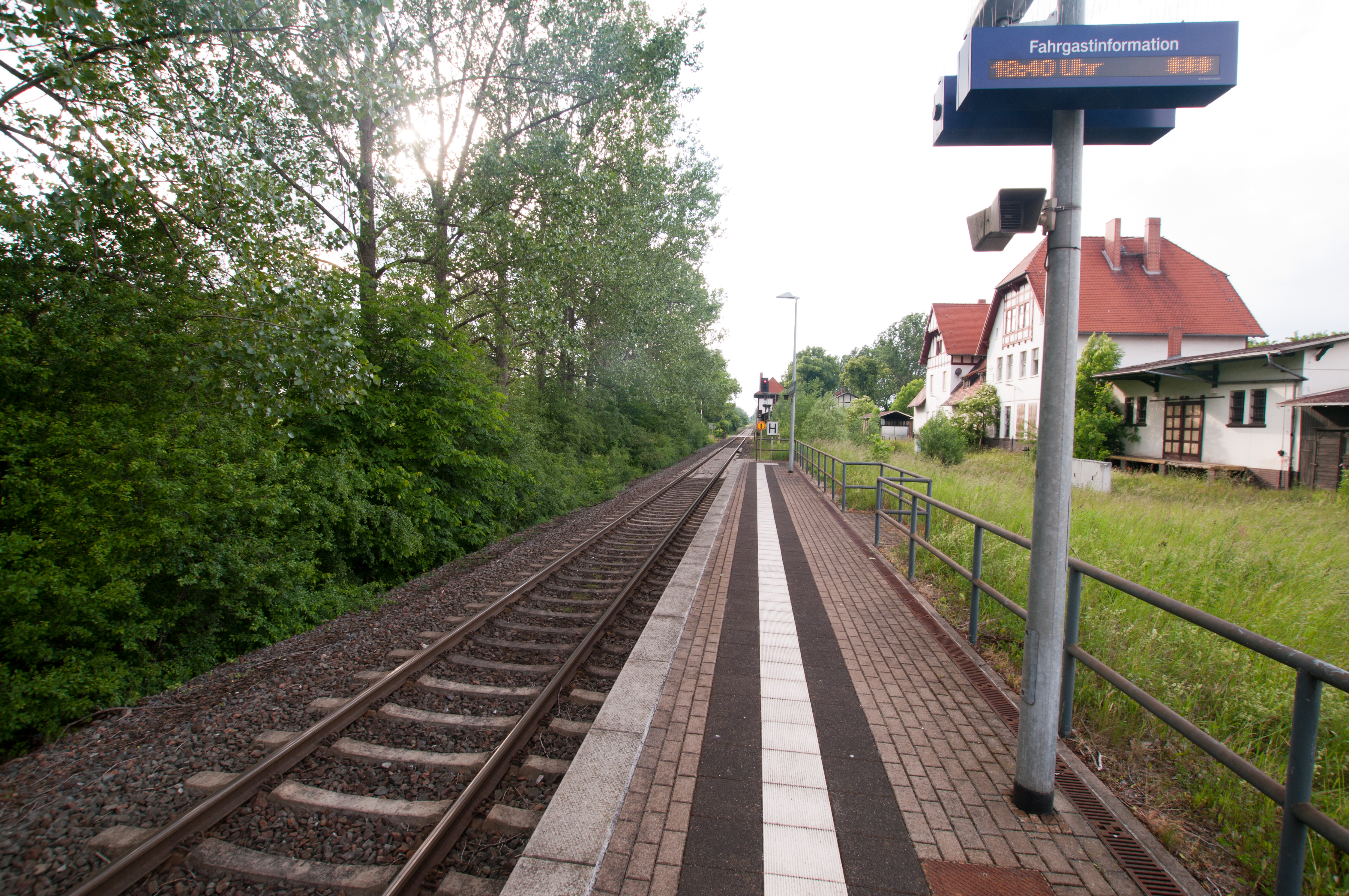
Ж/д станция Хедерслебена
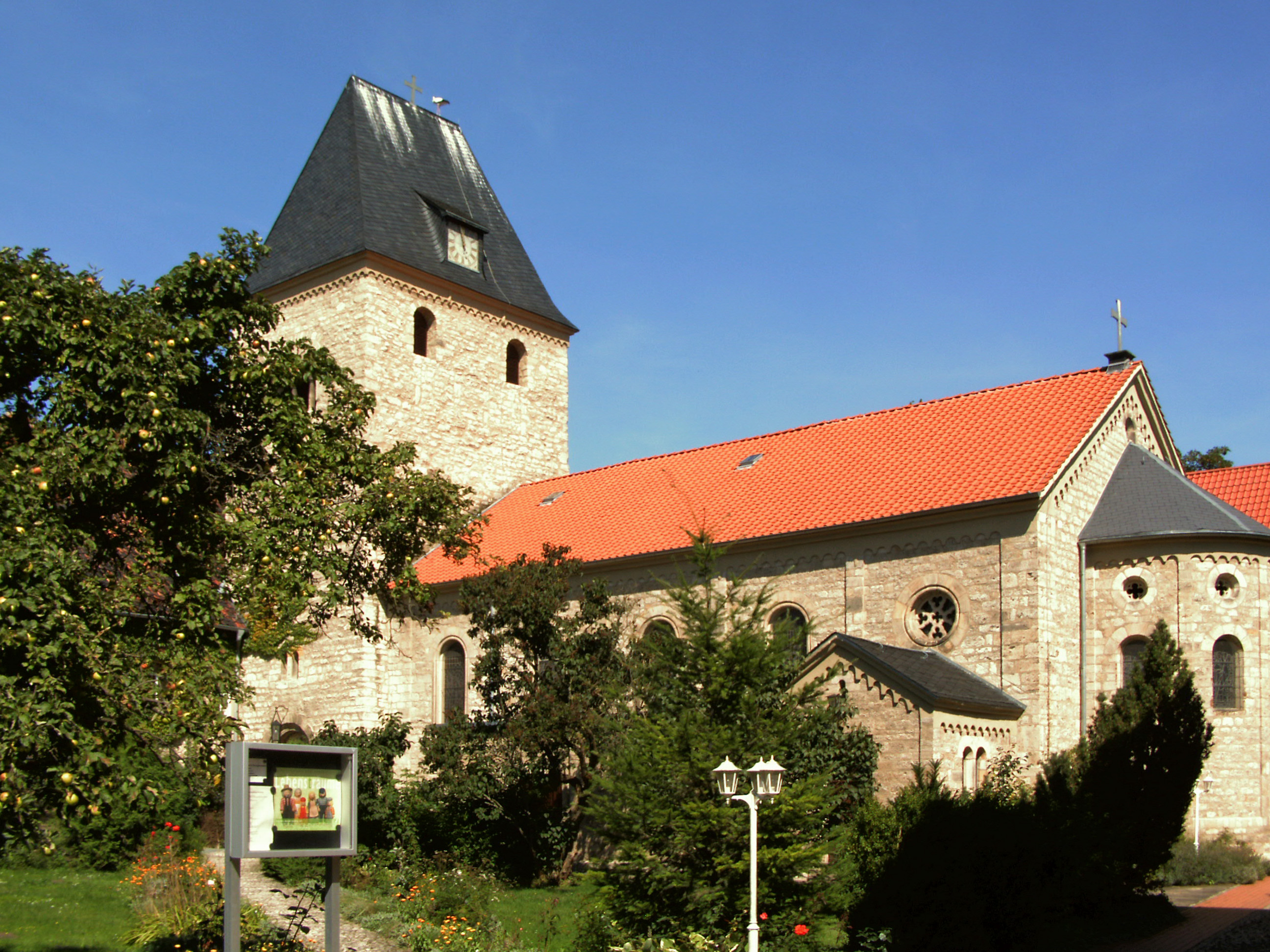
Церковь Святой Гертруды
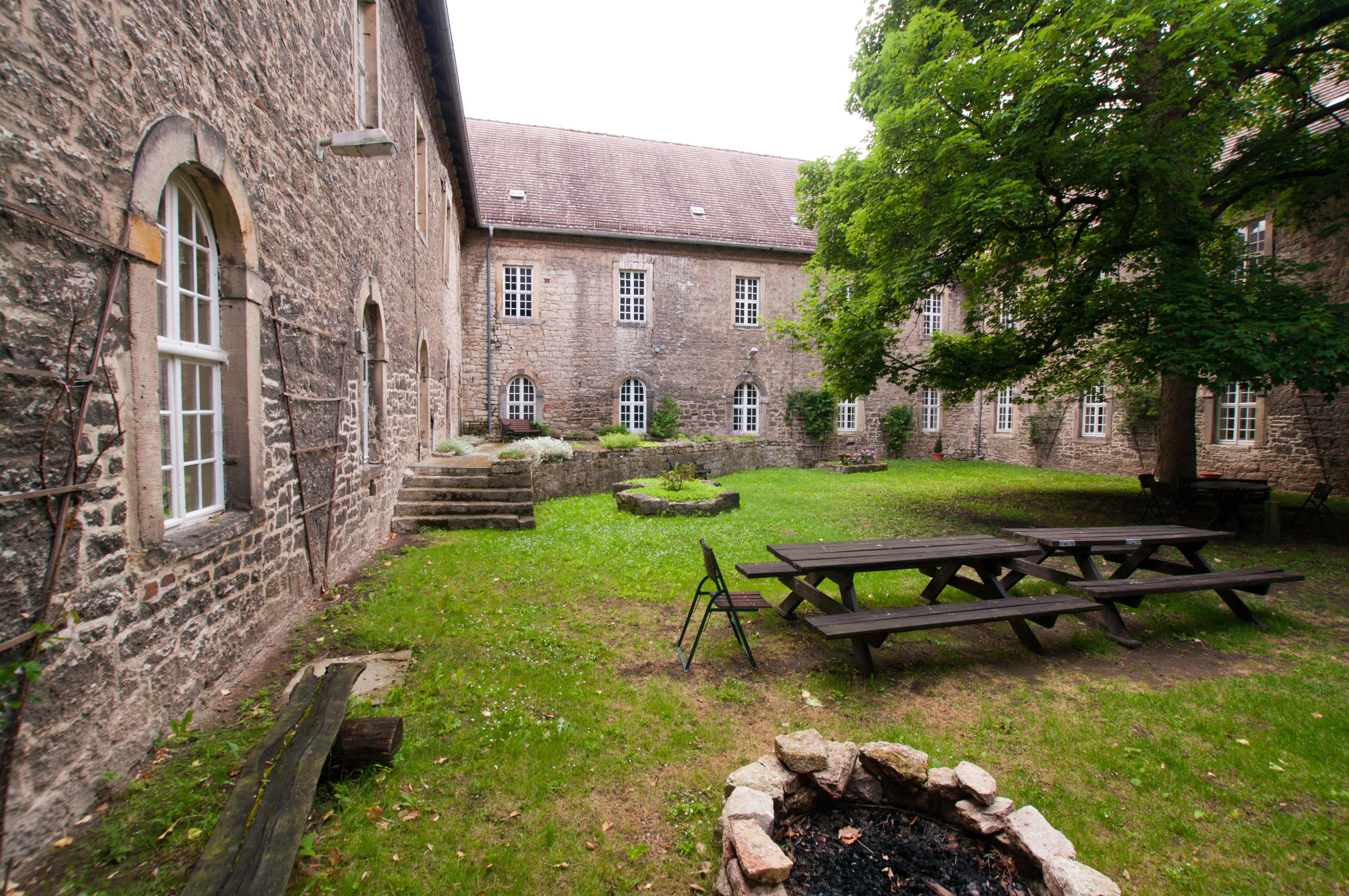
Монастырь Святой Гертруды